# Robot de servicio
Un robot de servicio es un robot que ayuda a los seres humanos, por lo general mediante la realización de un trabajo que es sucio, opaco y distante, peligroso o repetitivo, como las tareas domésticas; proporcionando así, eficiencia, seguridad y productividad. Por lo general son autónomos y/o gestionados por un sistema de control integrado en el mismo, con opciones de anulación manuales. El término "robot de servicio" no está tan bien definido. La Federación Internacional de Robótica (IFR) ha propuesto una definición tentativa: "un robot de servicio es un robot que opera semi o totalmente autónomo para realizar servicios útiles para el bienestar de los seres humanos y equipos, con exclusión de las operaciones de fabricación".

## Tipos
Las posibles aplicaciones de los robots para ayudar en los quehaceres humanos son generalizadas. En la actualidad hay una serie de categorías principales que abarcan estos robots de servicio creados en 1990 

### Restauración
Muchos bares y restaurantes están empezando a automatizarse mediante el uso de robots, incluso produciendo complejos cócteles. También hay robots que se utilizan para la recepción y espera. Estos robots casi siempre se hacen pasar por un camarero/a. 

### Doméstico

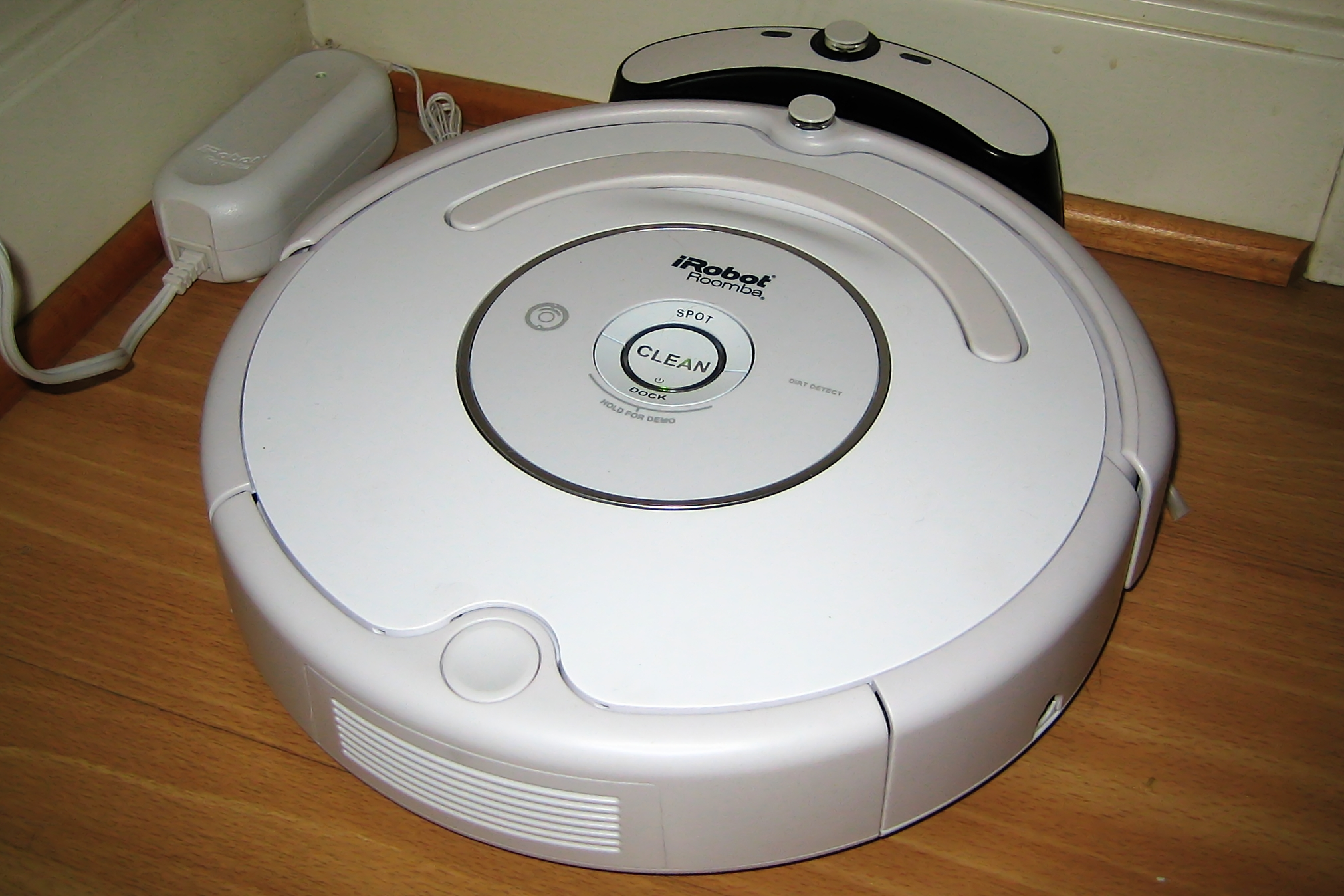
El aspirador Roomba es uno de los robots de servicio domésticos más populares.

La aspiradora Roomba es uno de los robots de servicio más populares. Los robots domésticos realizan tareas del hogar que los humanos ejecutan con regularidad, como limpiar el suelo, cortar el césped y el mantenimiento de la piscina. También pueden prestar asistencia a los discapacitados, enfermos y personas mayores, así como convertirse en robots mayordomos.

### Ciencia y Medicina
Los sistemas robóticos cumplen muchas funciones, como tareas repetitivas realizadas en la investigación o en el ámbito de la salud. Para la investigación, van desde las múltiples tareas repetitivas efectuadas por samplers y secuenciadores de genes, hasta los sistemas que casi pueden reemplazar al científico en el diseño y ejecución de experimentos, análisis de datos e incluso la formación de hipótesis. ADAM en la Universidad de Aberystwyth en Gales puede "[hacer] suposiciones lógicas sobre la base de información programada en ella sobre el metabolismo de la levadura y la forma en que las proteínas y los genesfuncionan en otras especies. Luego se dedicó a probar que sus predicciones eran correctas".
En el ámbito de la salud, los robots son utilizados dentro y fuera de un hospital para mejorar el nivel general de atención al paciente. Estos alivian la carga de trabajo del personal médico, lo que les permite pasar más tiempo cuidando directamente a los pacientes, a la vez que crean operaciones eficientes y reducciones de costes para los centros sanitarios.
Los robots exoesqueletos, con usos potenciales de van desde la medicina hasta en el ámbito militar, están destinados a imitar, aumentar o mejorar los propios movimientos del cuerpo. Estos robots tienen como propósito proporcionar apoyo esencial para el movimiento humano.
Los robots científicos autónomos realizan tareas que los humanos podrían encontrar difíciles o imposibles, que van desde el fondo del mar al espacio exterior. El Woods Hole Sentry puede descender a 4.500 metros y permite una mayor carga útil, ya que no necesita un buque de apoyo o el oxígeno y otros servicios demandados por los buques pilotados por humanos]]. Los robots en el espacio incluyen los rovers de Marte, que podrían llevar a cabo el muestreo y fotografía en el duro ambiente de la atmósfera de Marte.

### Logística

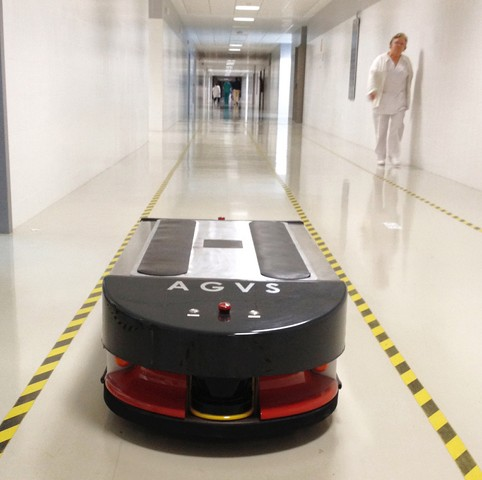
Robot de servicio tipo AGVS desarrollado por Robotnik Automation en el Hospital la Fe en Valencia

Los robots logísticos ofrecen niveles mucho mayores de tiempo de actividad sobre el trabajo manual, lo que conduce a importantes ganancias de productividad y rentabilidad para aquellos que implementan este tipo de robots. Son sistemas autónomos móviles para el transporte diseñados para trabajar de forma segura en ambiente con personas.

### Inspección, mantenimiento y limpieza
Los robots de inspección cuentan con sensores de visión avanzados, que normalmente se utilizan para la inspección de infraestructura crítica y de alto valor. Se utilizan en zonas de difícil acceso debido a limitaciones, temperatura o razones de seguridad. Las plataformas móviles de inspección pueden realizar de manera autónoma operaciones monótonas y repetitivas o controlarse remotamente por un operador.

### Construcción y Demolición
Los robots de construcción son utilizados actualmente en la construcción de nuevos edificios y automatizan tareas peligrosas y laboriosas para mantener a los trabajadores fuera de peligro y permitirles centrarse en actividades más productivas. Proporcionan importantes ahorros de costos operativos a través del aumento del tiempo de actividad y la disminución de los costos de mano de obra.
Los robots de demolición se utilizan en la industria de la construcción para demoler edificios cuando acaban su ciclo de vida como rompedoras, trituradoras o taladros para romper con los materiales de construcción. La mayoría de estos se asemejan a pequeñas excavadoras, excepto sin la cabina, y están diseñados para proporcionar un fuerte golpe en un pequeño espacio capaz de pasar a través de puertas y escaleras.

### Agricultura
Los robots agrícolas suelen ser robots móviles utilizados para automatizar prácticas agrícolas tradicionalmente intensivas en mano de obra, su objetivo es ayudar a abordar problemas sociales específicos que rodean a poblaciones humanas en crecimiento mediante la mejora de los rendimientos de los cultivos, monitorean las huellas ambientales y alivian una escasez generalizada de mano de obra. También ayudan a los agricultores a aumentar la eficiencia, reducir los costos operativos y permitir las últimas técnicas de agricultura de precisión.

### Seguridad y defensa
Los robots de servicio pueden acceder a entornos peligrosos y apoyar misiones para proporcionar la asistencia necesaria.

## Ejemplos de robots de servicio
- ADAM SGV
- CoroBot
- Cybermotion
- DESIRE
- HelpMate
- Roomba